# Герб Никифоровского района
Герб муниципального образования Ники́форовский район Тамбовской области Российской Федерации.
Герб района утверждён решением Никифоровского районного Совета народных депутатов от 28 сентября 2012 года № 69.
Герб внесён в Государственный геральдический регистр Российской Федерации под регистрационным номером 7970.

## Описание герба
«В пурпурном поле под серебряной узкой стенозубчатой главой — серебряный орёл, с золотыми глазами, клювом и лапами, стоящий левой лапой на золотом бруске, и держащий в правой лапе таковой же меч, лезвием вправо».
Герб Никифоровского района в соответствии с Законом Тамбовской области от 27 марта 2003 года № 108-З «О гербе Тамбовской области» (ст. 4) может воспроизводиться с вольной частью — четырёхугольником, примыкающим изнутри к верхнему левому углу герба Никифоровского района с воспроизведёнными в нем фигурами из герба Тамбовской области.
Герб Никифоровского района в соответствии с Методическими рекомендациями по разработке и использованию официальных символов муниципальных образований (Раздел 2, Глава VIII, п.п. 45-46), утверждёнными Геральдическим советом при Президенте Российской Федерации 28.06.2006 года может воспроизводиться со статусной короной установленного образца.

## Обоснование символики

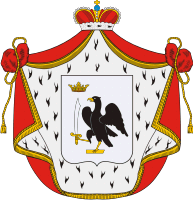
Герб рода Ляпуновых

Символика фигур герба многозначна:
— зубчатая глава — символ оборонительных сооружений, построенных в середине XVII века на территории современного Никифоровского района для защиты Русского государства от набегов крымских татар и половцев: Бельского городка (современное название — посёлок Дмитриевка) и Татарского вала;
— орёл, держащий меч и стоящий на бруске золота — композиция из герба Ляпуновых, яркий представитель которых Иван Захарович был первым воеводой Бельского городка. Орёл — символ власти, божественности, храбрости, величия, силы;
— меч — символ защиты и справедливости;
— золото — символ высшей ценности, величия, богатства, урожая;
— серебро — символ чистоты, открытости, примирения;
— пурпур — символ власти, славы, почёта, благородства происхождения, древности.
Герб района разработан Союзом геральдистов России.
Авторская группа создания герба: идея герба — Константин Мочёнов (Химки), Сергей Янов (Малаховка); художник — Оксана Афанасьева (Москва); компьютерный дизайн — Оксана Афанасьева (Москва), Анна Гарсия (Москва); обоснование символики — Вячеслав Мишин (Химки).